# مت هانتر (خواننده)
مت هانتر (به انگلیسی: Matt Hunter) (زاده ۲۰ فوریه ۱۹۹۸) خواننده و ترانه‌سرا کلمبیایی-ایتالیایی-آمریکایی است.